# George S. Boutwell
George Sewall Boutwell, född 28 januari 1818 i Brookline, Massachusetts, USA, död 27 februari 1905 i Groton, Massachusetts, var en amerikansk politiker.
Han var ledamot av delstaten Massachusetts lagstiftande församling 1842-1850 och guvernör i Massachusetts 1851-1853.
Han var ledamot av USA:s representanthus 1863-1869. När president Andrew Johnson ställdes inför riksrätt, var Boutwell en av representanthusets åklagare i fallet. Han tjänstgjorde som USA:s finansminister under president Ulysses S. Grant 1869-1873. USA:s statsskuld minskade under hans tid som finansminister. Boutwell avklarade också krisen som kallades Black Friday när guldspekulanter fick guldprisen att drastiskt stiga 23 september 1869. Boutwell lyckades få prisnivån att sjunka med hjälp av finansdepartementets guldreserver. Han avgick som finansminister för att bli ledamot av USA:s senat. Han satt i senaten 1873-1877.
Han var en motståndare till USA:s annektering av Filippinerna 1898. Han blev ordförande för antiimperialisternas förbund Anti-Imperialist League och var elektor för demokraternas presidentkandidat William Jennings Bryan i 1900 års presidentval. Han skrev flera böcker om pedagogik och nationalekonomi.